# Mimepaphra borneana
Mimepaphra borneana är en skalbaggsart som beskrevs av Stefan von Breuning 1976. Mimepaphra borneana ingår i släktet Mimepaphra och familjen långhorningar. Inga underarter finns listade i Catalogue of Life.